# アンジオテンシン変換酵素阻害薬
アンジオテンシン変換酵素阻害薬（アンジオテンシンへんかんこうそそがいやく、angiotensin-converting-enzyme inhibitor）は、アンジオテンシンIをアンジオテンシンIIに変換するアンジオテンシン変換酵素（ACE）を阻害する薬物である。略称はACE阻害薬（エースそがいやく）。

## 解説
日本薬局方に収載されているカプトプリルをはじめ、多くの薬物が臨床で用いられている。
降圧作用
アンジオテンシン変換酵素を阻害して、昇圧作用のあるアンジオテンシンIIの生成を抑制するとともにブラジキニンの分解抑制による一酸化窒素の増加により末梢血管を拡張し、血圧を下げる作用を示す。
腎保護作用
腎臓の輸出細動脈を拡張し、アンジオテンシンII受容体拮抗薬とともに糸球体内圧を下げることによる直接的な腎保護作用があるとされていたが、現在のメタアナリシスでは否定されている。なお腎機能が中程度から高度に低下し血清クレアチニン値が3mg/dL以上あるいはクレアチニンクリアランスが30未満の患者では、輸出細動脈の拡張に伴い糸球体内圧が過度に低下し、乏尿などにより腎機能が却って悪化することがある。
さらにアンギオンテンシンIIの減少に伴いアルドステロンの分泌が抑制されるため、腎臓におけるナトリウムと重炭酸の排出が増える一方、カリウムの排出が抑制されるため高カリウム血症およびアルカローシスが起こり腎機能が障害される。このため、高度の腎機能低下および高カリウム血症ではACEの使用は禁忌である。
その他
- インスリンの感受性を改善し、その効果は、アンジオテンシンII受容体拮抗薬よりも優れるとの報告がある（FISIC試験：2011）。
- 高齢者の肺炎防止効果が認められ肺炎発生率を1/3程度に低下させたとの報告がある（脳卒中治療ガイドライン2009）。高齢者では、大脳基底核でのドパミンの産生低下に伴い咽頭知覚をになうC繊維のP物質が低下し嚥下機能が低下する事で、夜間に唾液が肺に入り肺炎が起こる。ACE阻害薬は、P物質の分解を抑制し咽頭知覚を増強することで嚥下機能を改善し、夜間の不顕性誤嚥を防止することで肺炎を防止すると考えられている（http://www.jsts.gr.jp/guideline/118_119.pdf）。
- 心筋梗塞や心不全患者の心筋リモデリングを防止し、予後の改善効果が報告されている。

副作用
ACEは、キニナーゼIIとして、ブラジキニンやP物質を分解する働きもある。ブラジキニンやP物質の過剰産生による、血圧低下や空咳などが知られている。空咳は若い女性に比較的多くみられるが、閉経後や高齢者では少なく心保護効果や誤嚥性肺炎を防止する効果がある。
同時にアンギオンテンシンIIの減少にともないアルドステロンの分泌が抑制されるため、腎臓におけるナトリウムと重炭酸の排出が増える一方、カリウムの排出が抑制されるため高カリウム血症およびアルカローシスが起こり腎機能が障害される。このため、高度の腎機能低下ではACEの使用は禁忌である。
なお、レニン-アンギオテンシンーアルドステロン系は塩分とそれに伴う水分の喪失により腎臓血流量が低下した場合に循環血流量を確保するためにおもに陸生哺乳類で進化した系統である。したがって、現代人のように塩分が過多の状況ではレニンの分泌は抑制されている。
塩分過多の状況ではアンギオテンシンII変換酵素阻害剤（ACE阻害剤）やアンジオテンシンII受容体拮抗薬（ARB)による降圧効果は弱い。 このため、現時点の治療としては依然として塩分の制限が中心であり、これにカルシウム拮抗剤や利尿剤をARBと組み合わせた配合錠が広く使われるようになっている。

## 適応
- 高血圧
  - ペリンドプリル （Perindopril）　商品名：コバシル（協和発酵キリン）
  - デラプリル （Delaprill）  商品名：アデカット（武田薬品工業）
  - トランドプリル （Trandolapril）  商品名：プレラン（中外製薬）、オドリック(日本新薬)
  - シラザプリル （Cilazapril）  商品名：インヒベース（中外製薬）
- 高血圧 + 心不全
  - カプトプリル （Captopril）　商品名：カプトリル（第一三共）
  - エナラプリル （Enalapril）　商品名：レニベース（万有製薬）
  - リシノプリル （Lisinopril）　商品名：ロンゲス（塩野義製薬）ゼストリル（アストラゼネカ）
  - ベナゼプリル （Benazepril）　商品名：チバセン（ノバルティスファーマ）
- 高血圧 + 1型糖尿病に伴う糖尿病性腎症
  - イミダプリル （Imidapril）　商品名：タナトリル（田辺三菱製薬）　※オーファンドラッグ（稀少疾病用医薬品）として承認
- 日本未発売
  - ラミプリル （Ramipril）

など

## 副作用
- 空咳：ブラジキニン、P物質の分解抑制によるものと考えられる
- 高カリウム血症
- 味覚異常
- 蕁麻疹、血管浮腫
- 誤嚥の減少（副効用）

など

## 透析患者について
ACE阻害薬の服用者は、ブラジキニンの分解が遅くなるため、血液透析を行う場合、ポリアクリロニトリル共重合体膜の1種であるAN69膜を使用すると、高い確率でアナフィラキシーを起こすことが知られている。

## 禁忌
- 催奇形性があるため妊婦には禁忌
- 高度腎機能低下

など

## 医薬品以外
医薬品として用いられるアンジオテンシン変換酵素阻害薬以外に、ACE阻害作用を持った食品が存在することも知られている。例えば、イソロイシン-プロリン-プロリンの順に3つのアミノ酸が連なったトリペプチドと、バリン-プロリン-プロリンの順に3つのアミノ酸が連なったトリペプチドは、ACE阻害作用を持つ
。